# Villa Bigeschi

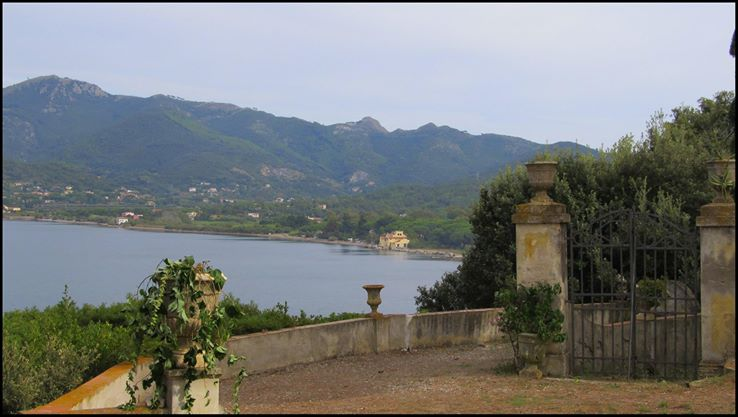
Il giardino della villa

La villa Bigeschi è un edificio storico del tardo XVIII secolo situato nei pressi di Portoferraio, all'isola d'Elba.

## Storia
La villa prende il nome dagli antichi proprietari appartenenti alla famiglia Bigeschi-Della Serra, originaria di Fiesole.
Candido Bigeschi (1749-1842), durante la dominazione francese dell'Elba, fu sindaco (maire) di Portoferraio e nominato «membro della reggenza» da Napoleone Bonaparte; nel 1840 divenne gonfaloniere di Portoferraio per volere del granduca Leopoldo II. Lo stesso granduca concesse titoli nobiliari a Giovanbattista e Domenico (1839) e a Candido e Vincenzo (1840), come attestato da un  diploma di nobiltà che si conserva nella villa.
La struttura, ancora di proprietà privata, che conserva gli arredi originari, è circondata da un parco con piccoli viali, statue e balconate che si affacciano sul mare sottostante.